# Острошицко-Городокский сельсовет
Острошицко-Городокский сельсовет (бел. Астрашыцкагарадо́цкі сельсавет) — административная единица на территории Минского района Минской области Республики Беларусь. Административный центр — агрогородок Острошицкий Городок.

## История
В 2009 году деревня Острошицкий Городок преобразован в агрогородок.

## Состав
Острошицко-Городокский сельсовет включает 15 населённых пунктов:
- Белые Лужи — деревня.
- Бродок — деревня.
- Буденного — деревня.
- Галица — деревня.
- Губичи — деревня.
- Ключники — деревня.
- Крестиново — деревня.
- Марьяливо — деревня.
- Мочулище — деревня.
- Новоселки — деревня.
- Околица — деревня.
- Острошицкий Городок — агрогородок[1].
- Раубичи — деревня.
- Селище — деревня.
- Узборье — деревня.

## Культура
- Музей белорусского народного искусства в Раубичах — филиал Национального художественного музея Республики Беларусь

## Достопримечательность
- Олимпийский спорткомплекс "Раубичи"